# Corps franc

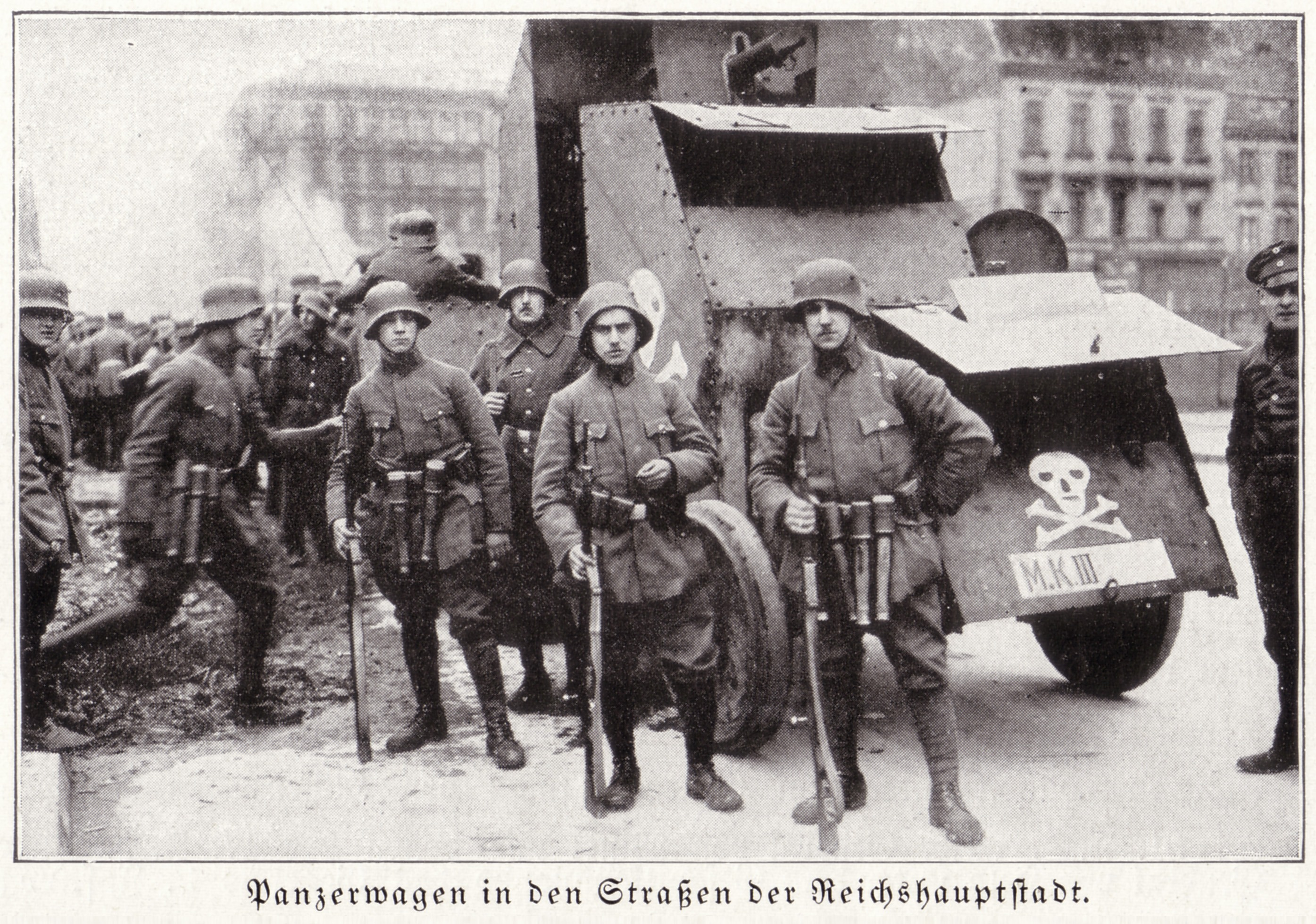
Des corps francs à Berlin en 1919.

Un corps franc (appelé Freikorps en allemand) est un groupe de combattants civils ou militaires rattachés ou non à une armée régulière et dont la tactique de combat est celle du harcèlement ou du coup de main.
Il peut également s’agir d’unités paramilitaires organisées par un État, ou d’unités formées spontanément par des civils.
Parfois improvisés et sous-équipés, les corps francs sont généralement dotés d’un encadrement autonome.
Le statut des membres des corps francs a prêté à débat, concernant leur traitement en tant que prisonnier de guerre ou non dans le cadre du droit public international, et notamment des conventions de Genève.

## Jusqu’auXIXesiècle

### Suisse
En Suisse, les corps francs ont une longue histoire. Appelées Freischaren (en allemand : bandes libres), elles étaient des troupes constituées spontanément, en dehors de tout contrôle gouvernemental, parfois à l’occasion d’un carnaval. On peut aussi assimiler aux corps francs les Blutharsten, Freiharsten, Freiheiten, intégrés à l’armée régulière et chargés des opérations de reconnaissance. Déjà existant au début du XIVe siècle, ils deviennent autonomes au siècle suivant. Plusieurs fois, leur action est décisive pour la victoire au XVe siècle. Considérés comme incontrôlables, ils entraînent parfois toute la Confédération dans des guerres extérieures dans la deuxième moitié du XVe siècle. Les corps francs se manifestent en 1477, lors de l'expédition de la Folle Vie, où ils se rassemblent sans ordre de mobilisation et marchent sur Genève pour obtenir leur part de butin. Cet aspect d’unités libres, où le commandement militaire est collectif, fait que le gouvernement a de moins en moins recours à eux : ils disparaissent quasiment des opérations régulières au XVIe siècle, même si la tradition de ces corps se maintient en Suisse au XVIIe siècle, dans les Grisons.
Les corps francs menèrent deux tentatives de coup d'État contre le canton de Lucerne, en 1844 et 1845, qui échouèrent toutes les deux.
Les motivations des membres des corps francs sont de trois ordres, obtenir ou retrouver le droit de cité, gagner une part de butin, faire triompher des revendications politiques, ou territoriales. Très autonomes, les corps francs ont leur propre drapeau, élisent leurs officiers, et parfois choisissent leurs guerres : outre les expéditions déjà citées, en 1860, des corps francs menèrent une équipée en faveur du rattachement à la Suisse de la zone neutralisée de Savoie.

### France
Jusqu'au début du XIVe siècle la loi féodale de mobilisation générale s'applique. La fin du XIIe siècle, en particulier sous la dynastie Plantagenêt, voit la création des bandes et Grandes compagnies composées de mercenaires qui se vendent au plus offrant et se battent parfois pour leur propre compte. Le pouvoir royal prend alors conscience de la nécessité de constituer une armée nationale à travers les compagnies d'ordonnance instruites par des mercenaires suisses connus sous le nom de bandes suisses. Pendant les guerres d'Italie apparaissent les premières bandes comme les bandes de Picardie ancêtres des premiers régiments d'infanterie de ligne.
L'appel à des troupes mercenaires étrangères ou corps francs continuera par la suite pour augmenter les effectifs militaires lors de conflit. Ils seront constitués par des entrepreneurs de guerres, aventuriers ou aristocrates commissionnés, et connaîtront leur apogée durant les guerres du XVIIIe siècle.

#### XVIIIesiècle
En France, on peut assimiler ces troupes légères comme les chasseurs de Fischer et les volontaires de Saxe, Régiments d'infanterie français d'Ancien Régime, créés durant la guerre de Succession d'Autriche (1740-1748), à des corps francs.

#### Révolution et Empire
Au début des guerres de la Révolution française, de nombreux corps francs sont créés en France sous différents noms : légion, volontaires, comme la Légion des Américains du chevalier de Saint-George ou chez les royalistes comme la légion de Damas.
Le 8 janvier 1814, Napoléon Ier prend un décret portant formation des corps francs pour la défense du territoire : « Les corps francs s'armeront, s'équiperont et se monteront à leur frais. Ils ne recevront aucune solde ni de guerre ni de paix. » Ils sont dissous par ordonnance de Louis XVIII du 15 avril 1814. Recréés par Napoléon, le 22 avril 1815, ils sont de nouveau dissous par Louis XVIII, le 20 juillet 1815.

#### Guerre franco-prussienne

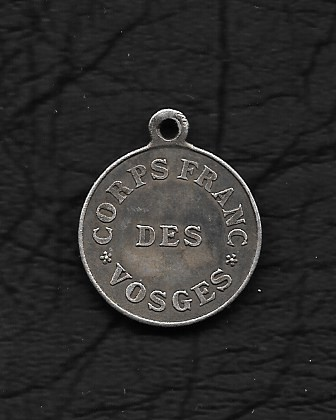
Médaille « Corps franc des Vosges ».

Après la défaite, en août et septembre 1870, les corps francs sont la troisième et dernière incarnation des forces improvisées au moment de la guerre, qui absorbait à Paris comme en province, un effectif considérable.
De nombreux corps francs se créent tant français par départements (tirailleurs de la Seine) que des corps francs de volontaires étrangers (francs-tireurs franco-américains, francs-tireurs français de Montevideo, légion des volontaires de l'Ouest constituée de zouaves pontificaux dirigée par Athanase de Charette de La Contrie, tirailleurs francs-comtois de Garibaldi, chasseurs égyptiens, ou encore une Légion des Amis de la France qui combat à Paris) commandés par des personnalités comme le Polonais Jozef Bossak-Hauké ou Garibaldi qui s'engagea avec ses fils Menotti et Ricciotti.
D'après les décrets des 29 septembre et 11 octobre 1870 portant sur l'organisation de compagnies de gardes nationaux on recensa près de 600 formations.

#### Siège de Paris
Pour la défense de Paris, il y avait 33 corps de francs-tireurs d'infanterie qui s'équipaient eux-mêmes à leur guise. Les corps francs ne jouèrent généralement aucun autre rôle militaire que celui que leur assignait leur bon plaisir.
Plusieurs exceptions doivent cependant être faites en faveur de corps francs qui s'étaient imposés lors d'une mission spéciale et, qui, grâce au recrutement, à leur organisation, à leurs chefs, et à l'esprit qui les animait, ont été pour l'armée active des auxiliaires précieux qui ne se bornèrent pas, comme tant d'autres, à parader avec des galons, des bottes et des plumets. Parmi ceux qui firent, au contraire, une besogne utile on peut citer :

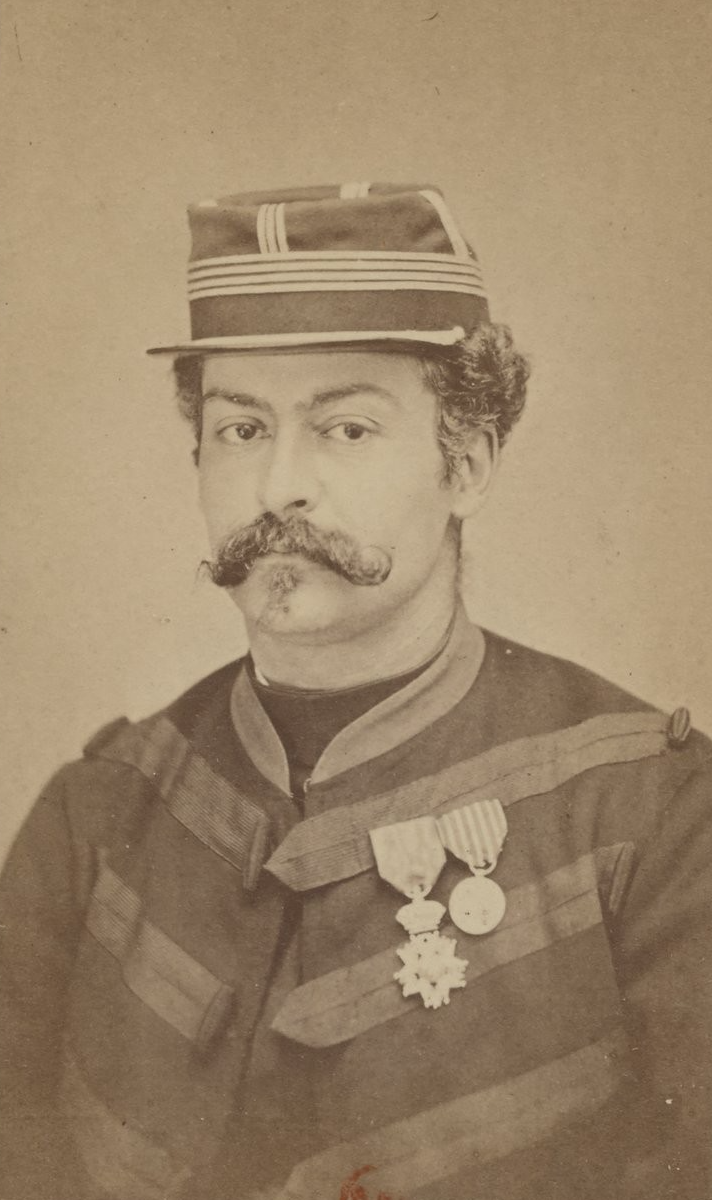
Léon Franchetti.

- les éclaireurs à cheval de la Seine, également connus plus simplement sous le nom des éclaireurs de la Seine sous les ordres du commandant Léon Franchetti ; les éclaireurs de la Seine se signalèrent en plusieurs circonstances par un courage et une intelligence de vieille troupe aguerrie et rendirent des services que le général Ducrot s'est plu à le reconnaître solennellement ; le commandant Léon Franchetti est mort héroïquement à la bataille de Champigny[14],[15] ;
- le corps d'artillerie des mitrailleuses sous les ordres du commandant Pothier ;
- le corps auxiliaire du génie sous les ordres de l'ingénieur en chef Alphand ;
- les ouvriers auxiliaires du génie sous les ordres de l'ingénieur Ducros ;
- les francs-tireurs de la Presse ;
- les éclaireurs de Poulizac.

### Empire ottoman
Les bachi-bouzouks, troupes auxiliaires ottomanes, étaient considérés comme un corps franc de cavalerie.

### Allemagne

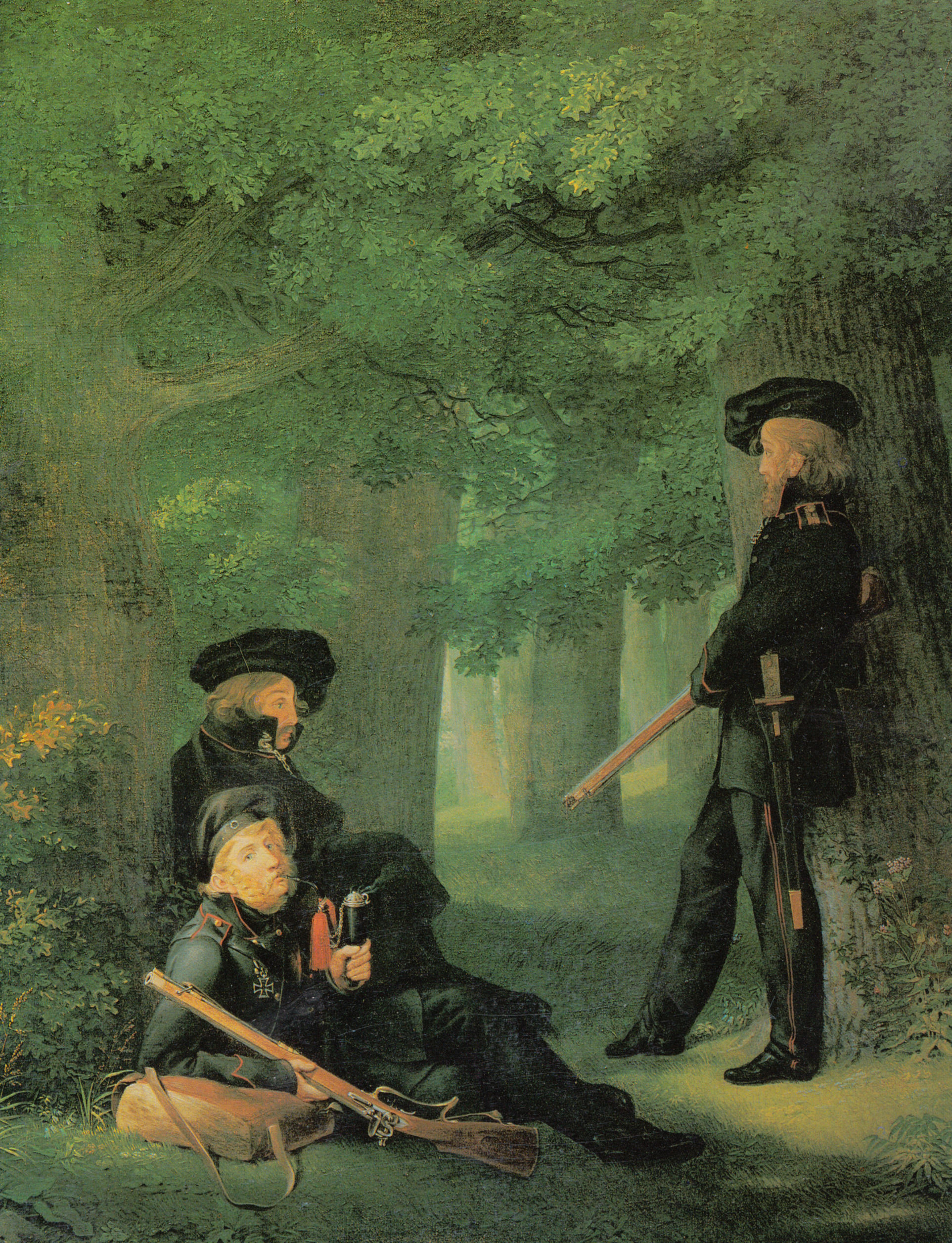
Chasseurs des corps francs de Lützow (1815).

#### XVIIIesiècle
Frédéric II de Prusse systématise, pendant la guerre de Sept Ans, l'utilisation des Freikorps : Le Noble, Kalben, Chossignon, Kleits…

#### 1806-1813
Après les défaites écrasantes d’Iéna et d'Auerstaedt, la Prusse crée des corps francs pour préparer la création d’une nouvelle armée ; Ferdinand von Schill et Ludwig Adolf Wilhelm von Lützow en sont les promoteurs. Cependant, les corps francs sont considérés comme peu fiables par les armées régulières, et cantonnés à des tâches de reconnaissance, de garde et autres tâches mineures. En 1809, neuf officiers de ces corps francs sont fusillés par l’armée française à Wesel.
Pour l'Autriche voir Ferdinand de Géramb.

## XXesiècle

### Première Guerre mondiale
Ce terme était appliqué aux unités spécialisées dans l'assaut des tranchées ennemies durant la Première Guerre mondiale. 
Les corps francs sont souvent confondus avec les « nettoyeurs de tranchées ». Roger Vercel dans Capitaine Conan a brossé un portrait saisissant de ces terribles soldats. Cependant, corps francs et nettoyeurs n'ont pas les mêmes objectifs bien qu'ils opèrent parfois avec les mêmes techniques et méthodes de combat.
Le corps franc tente des coups de main à un endroit précis, pour capturer des prisonniers dans les lignes ennemies, détruire des nids de mitrailleuses ou aller observer le terrain. Le rôle des nettoyeurs est tout autre : une fois les vagues d'assaut victorieuses, ils ont 2 objectifs : détruire les poches de résistance ennemie qui continuent à se défendre, puis « nettoyer » avec soin chaque parcelle de terrain de toute présence ennemie. Leur 2e mission est alors d'occuper la tranchée et la garnir de mitrailleuses et fusils-mitrailleurs aux endroits stratégiques afin de sécuriser l'arrière des troupes d'assaut.
Les Italiens constituent les unités arditi (les « Hardis »). La tactique italienne consistait à s'approcher à portée de grenade d'une tranchée sous le couvert d'un barrage d'artillerie, puis lors de l'arrêt du bombardement, à lancer de nombreuses grenades dans la tranchée pour faire croire aux ennemis que le bombardement n'était pas fini. Profitant de la confusion, ils s'infiltraient alors en groupe dans la tranchée, tuant au couteau et au revolver. Les Italiens mirent aussi au point des techniques d'infiltration avec des nageurs de combat. L'uniforme noir des arditi et les « têtes de mort » devinrent le signe distinctif de ces unités. 
Les Allemands, de leur côté, répliquèrent avec les « unités d'assaut » (Sturmtruppen), c'est-à-dire des troupes de choc fortement armées avec des mitrailleuses, des lance-flammes et des grenades. La tactique allemande différait de la tactique italienne en ceci qu'ils attaquaient l'ennemi en son point le plus faible en concentrant leur puissance de feu sur une zone réduite afin de s'infiltrer profondément dans le dispositif ennemi. Les troupes d'assauts devaient ainsi « tronçonner » le front en plusieurs endroits, laissant aux troupes régulières le soin de nettoyer les tranchées ennemies isolées. Lors des offensives de 1918, l'armée allemande enfonça les lignes alliées au niveau du Chemin des Dames. La supériorité tactique des armées allemandes était néanmoins incapable d'inverser l'issue de la guerre. Ernst Jünger a décrit l'action des troupes d'assaut allemandes dans ses ouvrages de l'après-guerre (notamment Orages d'acier).
Les Polonais patriotes constituèrent au début des années 1910 des sociétés de tir, qui permirent en août 1914 de créer trois bataillons d’infanterie, commandés par Józef Piłsudski. Il occupe Kielce le 6 août et provoque la création de deux légions polonaises par les forces allemandes, prévues pour compter 17 000 hommes au total, incorporant les chasseurs de Pilsudski.
D’autres Polonais désireux de lutter contre l’Allemagne constituèrent la légion Puławy, autorisée le 18 octobre 1914 par le tsar. Commandée par le colonel Gorczynski, elle évolue comme un corps franc, avant d’intégrer l’armée impériale le 12 janvier 1915, sous le nom de 104e brigade territoriale.

### Les corps francs allemands de 1919 à 1921
Après la Première Guerre mondiale, d’anciens officiers à la retraite entamèrent la formation de milices appelées « Freikorps ». Assimilés aux nombreux groupuscules d'extrême droite nés après l'armistice selon l'historien Pierre Milza, ils recrutent essentiellement parmi les officiers et sous-officiers qui envisagent un retour difficile à la vie civile, et « des aventuriers et laissés pour compte de la société bourgeoise, déclassés, marginaux, chômeurs […] et d'authentiques patriotes ». Ils s'engagèrent afin de défendre les pays baltes contre une possible invasion bolchevique, comme la division de fer. Plus tard, Gustav Noske recrute des corps francs afin de contrer et réprimer la révolution allemande de novembre 1918. Des membres des Freikorps ont notamment assassiné Rosa Luxemburg et Karl Liebknecht en janvier 1919.
Le général d'extrême droite Franz von Epp mena 30 000 soldats pour mater l'insurrectionnelle république des conseils de Bavière en mars 1919. Près de 600 socialistes et communistes furent tués par les corps francs durant les semaines qui suivirent. 

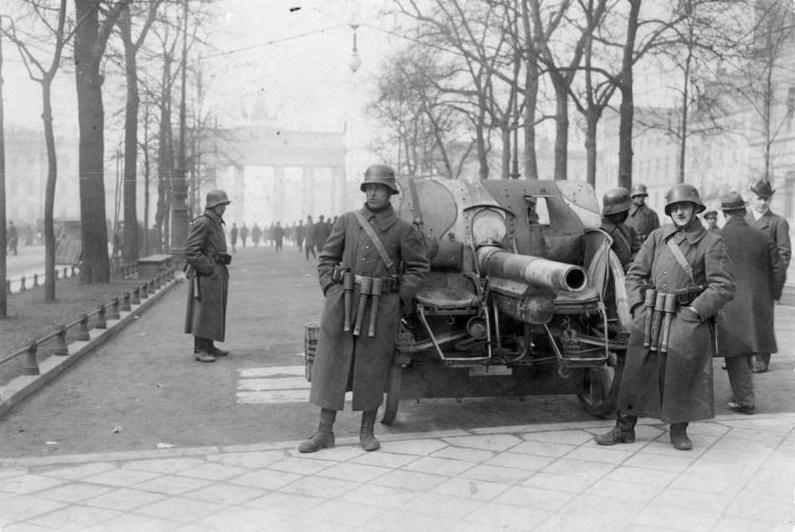
Soldats de la brigade Ehrhardt à Berlin pendant le putsch de Kapp.

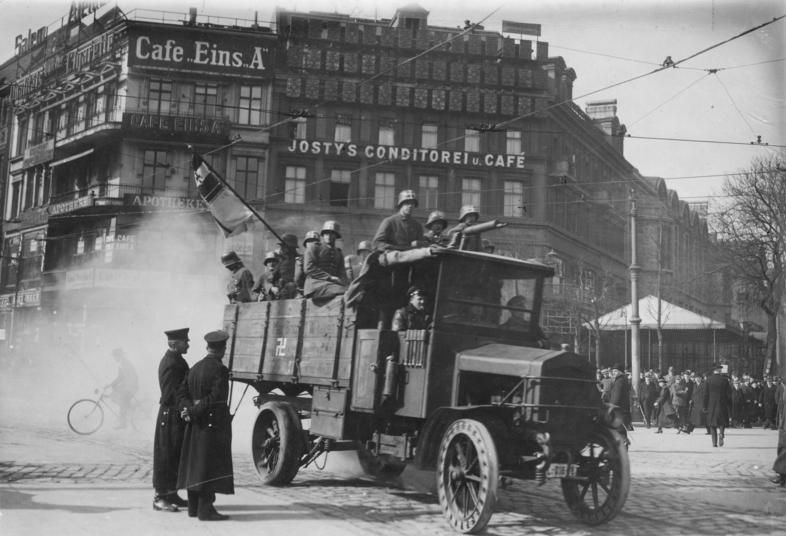
Camion de Freikorps arborant des svastikas, symbole aussi utilisé par le national-socialisme, tout comme la très répandue tête-de-mort.

Le capitaine de corvette Ehrhardt, a mis sa brigade Ehrhardt à la disposition du général von Lüttwitzl, fidèle à la monarchie, et de Wolfgang Kapp, journaliste d'extrême droite, pour marcher sur Berlin et occuper les quartiers gouvernementaux, le 13 mars 1920. Ce putsch fut mis en échec par une grève générale organisée par les syndicats, le parti communiste, le parti socialiste et le parti socialiste indépendant. Kapp fut forcé de s’exiler en Suède. 
Les Freikorps furent dissous en 1921, et certains d’entre eux rejoignirent les Sturmabteilung (« sections d’assaut » en allemand), la milice d’Adolf Hitler, la plupart rejoignant la Reichswehr ou la Reichsmarine, d'autres une autre milice de droite, les Stahlhelm. D'autres revenus à la vie civile créèrent l'organisation Consul, groupe souterrain ultra-nationaliste qui assassina les ministres Matthias Erzberger et Walter Rathenau. Certains, devenus minoritaires, restèrent fidèles à l'idéal monarchiste. 
Dans les pays baltes, les corps francs allemands — composés en grande part d'Allemands originaires des pays baltes — réussissent à conquérir une partie de la Lituanie et de la Lettonie dans les années 1919-1921, mais sans parvenir à se maintenir.
De nombreux futurs dirigeants de la dictature nazie ont été membres des Freikorps.

### Seconde Guerre mondiale
Les corps francs étaient, pour l'armée française, l'équivalent des commandos britanniques.

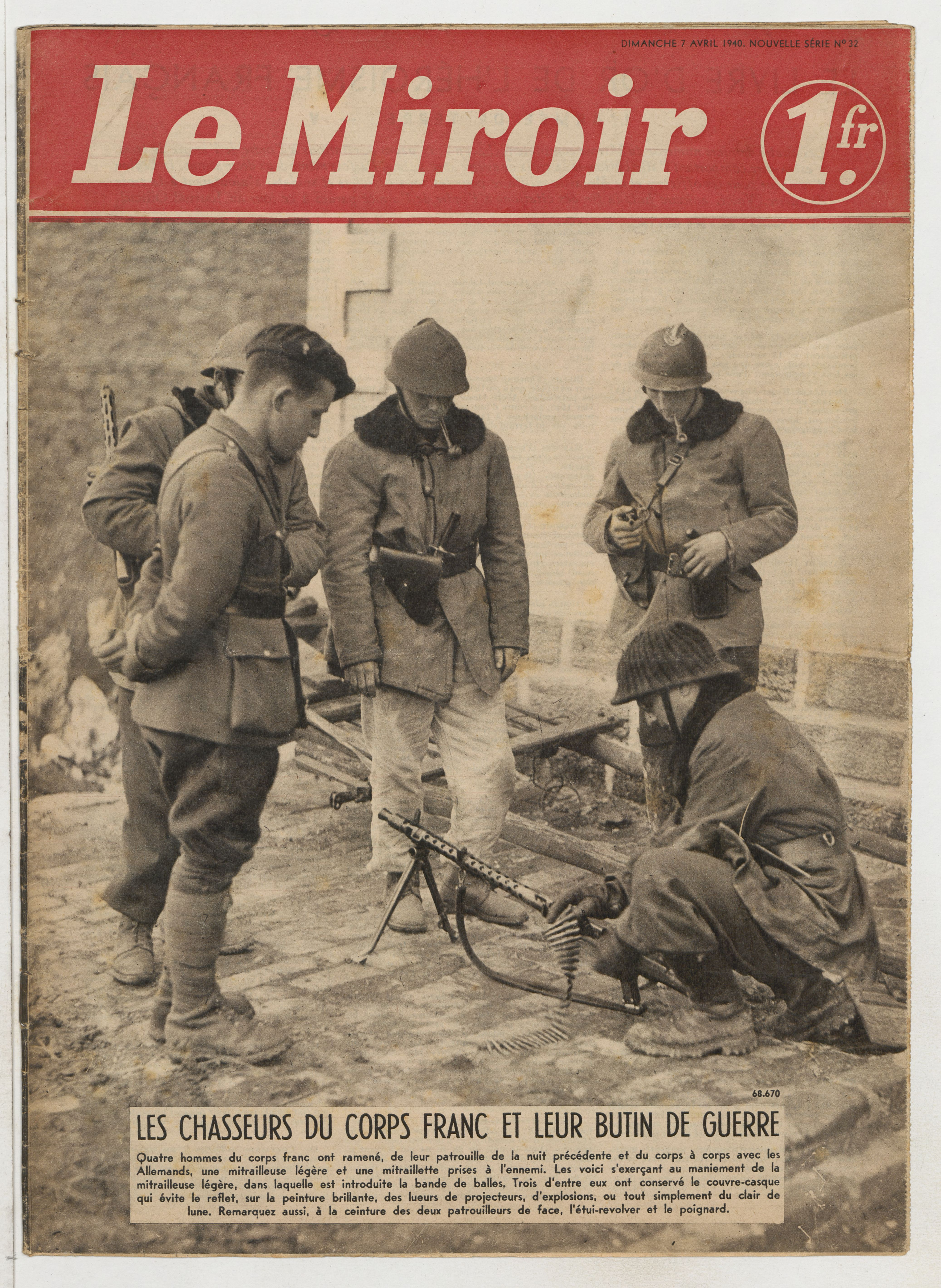
Le corps franc de la d'infanterie en couverture de l'hebdomadaire Le Miroir du 7/4/1940.

Dès octobre 1939, des corps francs sont constitués par l'armée française et mènent une guerre d'embuscade à l'avant de la ligne Maginot durant la drôle de guerre. Joseph Darnand, le futur collaborationniste et chef de la Milice, s'y illustre à plusieurs reprises. Ils ont face à eux les groupes francs allemands qui protègent la ligne Siegfried. Durant la bataille de France, en mai 1940, des groupes francs motorisés de cavalerie sont mis sur pied. Fin juin 1940, le général Jaques Pagézy (sl)  crée le Groupe Franc Blindé Ziégler au Nord Ouest de Saint Étienne.
Des corps francs d'Afrique se sont formés au Maroc (alors protectorat français) le 25 novembre 1942, après le débarquement allié en Afrique du Nord, à la demande du général Giraud. Composés de volontaires marocains d'origine et de religion diverses (juifs, musulmans, chrétiens) et appelés vélites, ils ont combattu Rommel et l'Afrikakorps en Tunisie au sein de la 5e armée américaine, avec notamment de l'équipement britannique. Ils ont participé à la prise de Bizerte en 1943. Les corps francs d'Afrique furent décorés de la croix de guerre.
Le 26 juillet 1943, à partir du corps franc d’Afrique, est créé à Dupleix (Algérie) le Groupe de commandos d’Afrique attaché à la 3e DIA du général Joseph de Goislard de Monsabert. Les 7e et 9e compagnies s'intègrent au Régiment de marche du Tchad de la 2e DB.
Au printemps 1944, sont brièvement apparus, principalement en Bourgogne, des corps francs — ou brigades franches — formés d'éléments des forces de l'ordre  de Vichy, qui combattaient les « terroristes » hors de tout contrôle juridique.